# Абакан (конкурс)
ОКР «Абака́н» — конкурс, объявленный Министерством обороны СССР в 1978 году для разработки автомата, обладающего кардинально лучшими показателями по точности и кучности стрельбы.

## Участники и образцы
В конкурсе приняли участие виднейшие конструкторы стрелкового вооружения из Ижевска, Тулы, Коврова, среди них Г. А. Коробов, Н. М. Афанасьев, И. Я. Стечкин, Е. Ф. Драгунов, С. И. Кокшаров, П. А. Пикинский и другие.
Не допущенные образцы:
- ТКБ-0136 (Афанасьев Н. М.)
- ТКБ-0111 (Коробов Г. А.)
- АЕК-971 (Прототип) (Кокшаров .С.И, Гарев Б.А.)
- АЕК-978 (Пикинский П.А.)
- АС (Никонов Г. Н.)
- АКБ и АКБ-1 (Калашников В. М.)
- АПТ (Постников И.А.)
- АО-63

Финалисты:
- АСМ (Победитель) (Никонов Г. Н.)
- ТКБ-0146 (Проигравший) (Стечкин И. Я.)

## Требования
Основные тактико-технические требования, предъявленные к будущим образцам были в полтора-два раза выше, чем у только что принятого на вооружение АК-74. Особенно это касалось показаний точности и кучности стрельбы из так называемых неустойчивых положений. Как правило, таких показателей можно было добиться используя высокотемповую стрельбу (порядка 1200—2000 выстрелов в минуту) с отсечкой очереди в 2—3 выстрела. При таком темпе положение оружия не успевает измениться, соответственно траектории полёта первых двух-трёх пуль почти совпадают. Отсечка очереди при этом позволяет контролировать расход патронов. В ряде образцов был предложен двухтемповый режим стрельбы, то есть прицельная стрельба очередями по 2—3 выстрела с высоким темпом, в случае же необходимости высокой плотности огня, осуществлялся переход на непрерывный режим огня с темпом около 600 выстрелов в минуту.
Были предложены самые различные конструктивные схемы компоновки и работы автоматики — «булл-пап», лафетные, со смещением импульса отдачи, со сбалансированной схемой автоматики и пр. Автоматы ТКБ-0111 Коробова, ТКБ-0136 Афанасьева, АПТ Постникова были исполнены по классической газоотводной схеме; ТКБ-0146 Стечкина, АС и АСМ Никонова — со смещением импульса импульсом отдачи; АЕК-971 Гарева, АЕК-978 Пикинского, АКБ Калашникова — со сбалансированной автоматикой.

## Итоги
К 1987 году были проведены предварительные испытания, по результатам которых к полноценным войсковым полигонным испытаниям были рекомендованы образцы Никонова и Стечкина, а также образец Коробова со странной формулировкой — «в факультативном порядке». Автомат Коробова ТКБ-0111 участвовал ещё в предыдущем конкурсе, когда при общем преимуществе над АК-74 предпочтение последнему было отдано из-за большей отработанности производства и привычности конструкции для военных.
По результатам конкурса было принято решение о принятии на вооружение автомата конструкции Никонова, получившем индекс АН-94.